# 12800 Oobayashiarata
12800 Oobayashiarata este un asteroid din centura principală de asteroizi.

## Descriere
12800 Oobayashiarata este un asteroid din centura principală de asteroizi. A fost descoperit pe 27 noiembrie 1995 la Ōizumi de Takao Kobayashi. Asteroidul prezintă o orbită caracterizată de o semiaxă mare de 2,40 ua, o excentricitate de 0,18 și o înclinație de 0,9° în raport cu ecliptica.